# 贡纳尔·埃凯洛夫

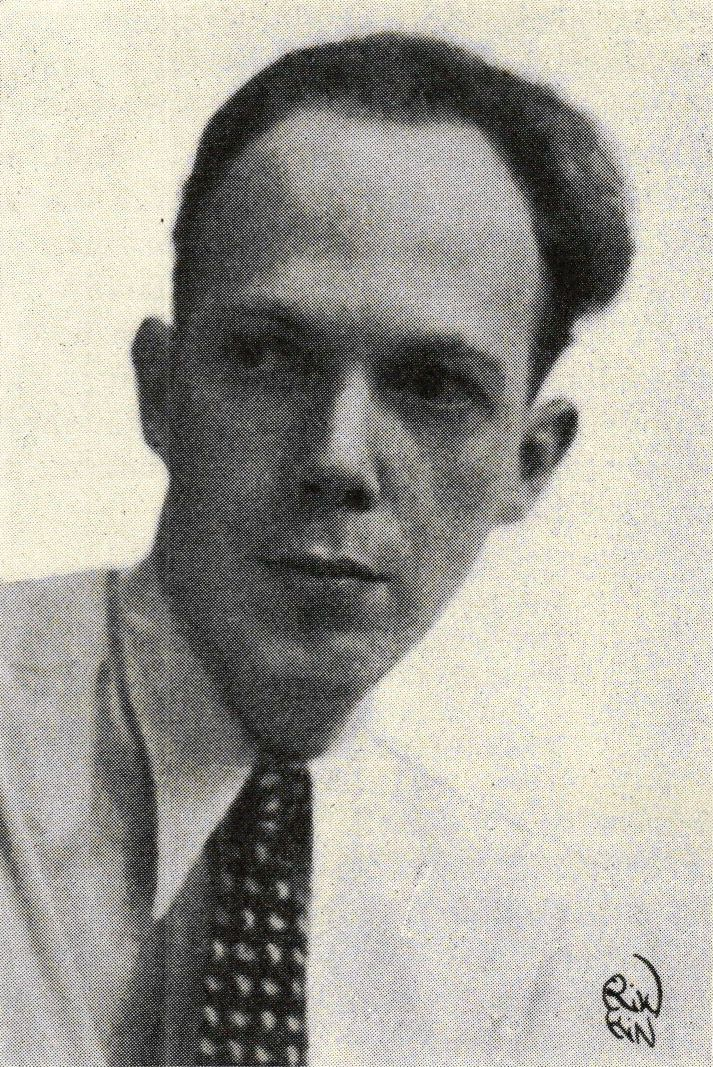
贡纳尔·埃凯洛夫

本特·贡纳尔·埃凯洛夫（Bengt Gunnar Ekelöf，1907年9月15日－1968年3月16日）是一位瑞典诗人和作家。1958年當選瑞典学院院士，同年被乌普萨拉大学授予名誉学位。1966年獲頒北欧理事会文学奖。 